# PZL M-28
PZL M28是波蘭航空廠基于安-28（北約代號：CASH）的生產授權，改良設計開發的一款短場起降客机/运输机。早期許可製造的型号称为PZL An-28。海上巡逻侦察机称为PZL M28B Bryza（即「海上微风」）。

## 開發過程
在蘇聯時期，國營的俄羅斯航空需要一種可以在短程跑道起降的小型飛機來取代老舊的An-2雙翼機，當時邀集了國內頂尖的兩大飛機設計局，分別為安托諾夫設計局主導的AN-28與别里耶夫設計局（2006年2月整合為聯合航空製造公司）主導的別-30參與競標，最後由An-28勝出。
An-28的設計概念是由An-14延伸而來，包括了高單翼、雙垂直尾翼、雙發動機設計，但重新設計了機身構型及將TVD-850發動機，更換為3轉子葉片的TVD-10B渦輪發動機。
1969年9月，An-14M在烏克蘭首度升空，1975年間確定了乘員的配置為2名機組員加上15名乘客。1978年An-28的生產線移轉到波蘭的PZL-Mielec公司，蘇聯當時同意採購1,200架，1984年7月22日第一架由波蘭產製的An-28出廠。1986年PZL An-28才拿到蘇聯頒發的適航證書，到蘇聯解體前已經交付180架。在蘇聯解體後，波蘭成為An-28唯一的生產者。波蘭生產的PZL An-28與蘇聯不同之處是它換裝了PZL-10S（由蘇聯授權波蘭在地生產製造技術的TVD-10B）發動機，其產製規格與蘇聯原版大抵相同。
蘇聯解體前，已經取消了既有訂單，因地緣局勢的轉變，波蘭航空廠決定將PZL An-28規格全面西方化，使它可以加入西方航空市場，為了與過去型號區隔，波蘭決定將代表安德諾夫的An型號取消，替換為型號的M。改良型動力更換為普拉特·惠特尼加拿大公司生產的PT6A-65B渦輪軸發動機，搭配哈澤爾螺旋槳公司開發的HC-B5MP-3五葉螺旋槳，以及Bendix King公司所開發的航電設備，新型機稱為PZL M28 Skytruck，在1993年7月24日出廠。1996年3月PZL M28完成波蘭本國的飛航認證，2004年3月29日通過了美國聯邦航空條例第23款之適航認證。
波蘭航空廠在2007年遭美國塞考斯基飛機公司收購，PZL M28則維持量產，並由塞廠繼續對世界軍方與民間客戶進行行銷，目前該機的主要競爭對象為德哈維蘭加拿大DHC-6、多尼爾228、Let L-410。

## 技术规格

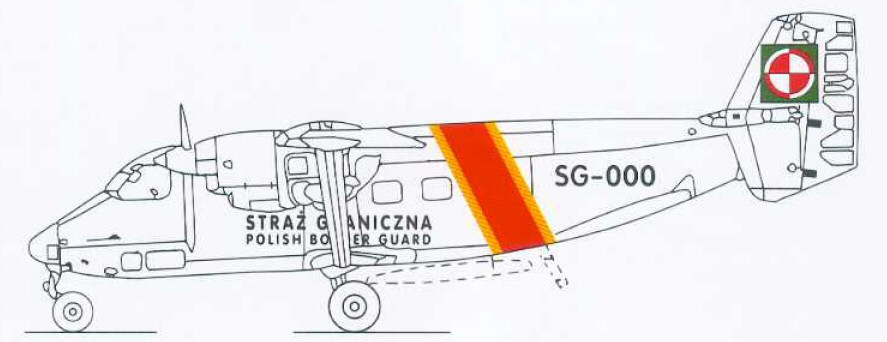
PZL M28B Bryza

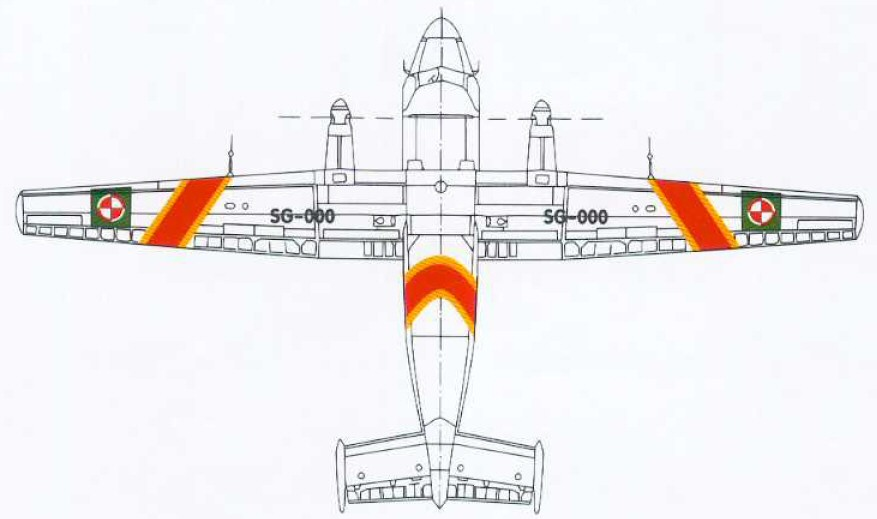
PZL M28B Bryza

参考资料：Jane's All The World's Aircraft 2003–2004
基本信息
- 机组：2名
- 容量：18+1名

性能
- 续航时间：6小時又12分

## 使用国家

### 民用
| 國家（地區） | 使用單位                           | 備註 |
| ------------ | ---------------------------------- | ---- |
| 哈薩克       | Avluga-Trans                       |      |
| 吉爾吉斯     | 吉爾吉斯航空                       |      |
| 摩爾多瓦     | Tepavia Trans                      |      |
| 波蘭         | Tepavia Trans                      |      |
| 俄羅斯       | 俄羅斯東方航空                     |      |
| 蘇利南       | 藍翼航空                           |      |
| 塔吉克       | 塔吉克航空                         |      |
| 美國         | 內華達山脈、亞利桑那州公共安全部門 |      |

### 政府單位
| 國家（地區） | 使用單位                           | 備註 |
| ------------ | ---------------------------------- | ---- |
| 愛沙尼亞     | 利沃尼亞航空                       |      |
| 安哥拉       | 安哥拉空軍                         |      |
| 吉布地       | 吉布地空軍                         |      |
| 印尼         | 印尼國家警政署                     |      |
| 喬治亞       | 喬治亞空軍                         |      |
| 尼泊爾       | 尼泊爾陸軍空勤隊                   |      |
| 秘魯         | 秘魯陸軍                           |      |
| 波蘭         | 波蘭空軍、波蘭海軍、波蘭邊境巡邏隊 |      |
| 美國         | 空軍特種作戰司令部                 |      |
| 委內瑞拉     | 委內瑞拉陸軍、委內瑞拉國家警政署   |      |
| 越南         | 越南人民空軍                       |      |

### 曾經使用的國家
| 國家（地區） | 使用單位               | 備註 |
| ------------ | ---------------------- | ---- |
| 愛沙尼亞     | 利沃尼亞航空           |      |
| 蘇聯         | 俄羅斯航空、俄羅斯空軍 |      |

## 衍生型号

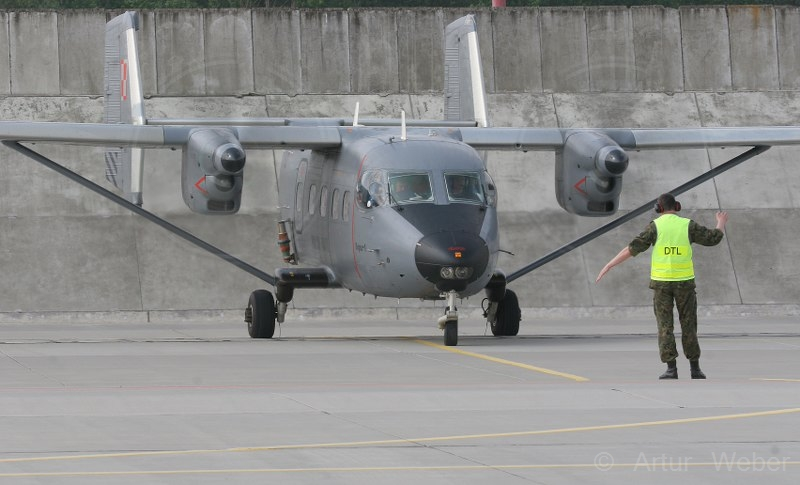
波蘭海軍所屬的PZL M28 Skytruck

PZL An-28
在安托諾夫的原始設計上改良，使用PZL-10S型發動機(原來使用的發動機型號是TV-10B)。
PZL M28 Skytruck
全新設計的機身結構、機翼、西方世界的航空電子系統及採用普拉特·惠特尼加拿大公司生產的PT6A-65B引擎搭配Hartzell Propeller公司型號為HC-B5MP-3的5片式轉子葉片。
PZL M28B Bryza
軍用化的型號，與Skytruck基本相同但是沿用PZL-10S發動機，主要為波蘭海、空軍所使用。
PZL M28+ Skytruck Plus
以延長機身段來取得更多空間的設計，但是最後這個方案並沒有被採用。
C-145A （M28-05）
專門供應美軍使用的機型，可以搭載16名乘客或10名武裝的士兵或運載5000磅的貨物，並且可以同時空降士兵及空投物資。
- 以下為波蘭軍警專用之型號

PZL An 28TD
一般運輸機，為一般運輸與搭載傘兵執行任務。
PZL M28B
更新航空電子系統的一般運輸機，有以下的延伸型號： Bryza 1TD，M28B，M28B Salon，M28B TDII, TDIII，TDIV。
PZL M28B Bryza 1R
更新雷達系統的海上巡邏偵察機，配置了QRATOR公司的ASR-400型搜索雷達、Link-11資料鍊結系統。主要用於海上監控、保護經濟海域、搜索及海上救難任務。
PZL M28B Bryza 1E
一般巡邏偵察用途，減少排放廢氣的機型。
PZL M28B Bryza 1RM-bis
海上巡邏偵察機，增強了對潛水艇的偵測功能, 在2004年配置了QRATOR公司的ARS-800-2型雷達、投射主動聲納、紅外線熱像儀、磁強計以及Link-11資料鍊結系統。主要用於海上監控、保護經濟海域、搜索及海上救難任務。
PZL M28-05 Skytruck
海上巡邏及偵察行動電話或其他射頻器材發出的無線電頻率之吸收輻射率，這個型號主要供波蘭邊境巡邏隊使用,與Skytruck基本構型相同，增加了QRATOR公司的ARS-400M型雷達和紅外線熱像儀。

## 事故
- 蘇利南的藍翼航空於2008年4月3日（全機共17人，無人生還）、2009年10月15日（全機共8人，4人受輕傷）、2010年5月15日（全機共8人，無人生還）發生過三次M-28機型的空難。
- 2005年11月4日，一架越南空軍所有的M28墜毀在河內市附近的嘉林縣, 三名機組員死亡。[4]
- 2010年10月27日，一架印尼國家警政署編號4204的航機墜毀在納比雷的旺嘉區（英语：Wangga）。這架飛機之前曾運送不幸在南亞大海嘯中喪生的西巴布亞省居民，5名機組員死亡。